# Oum El Bouaghi
Oum El Bouaghi (în arabă أم الـبـواقي) este o comună din provincia Oum El Bouaghi, Algeria.
Populația comunei este de 80.359 locuitori (2008).